# Powell's Books

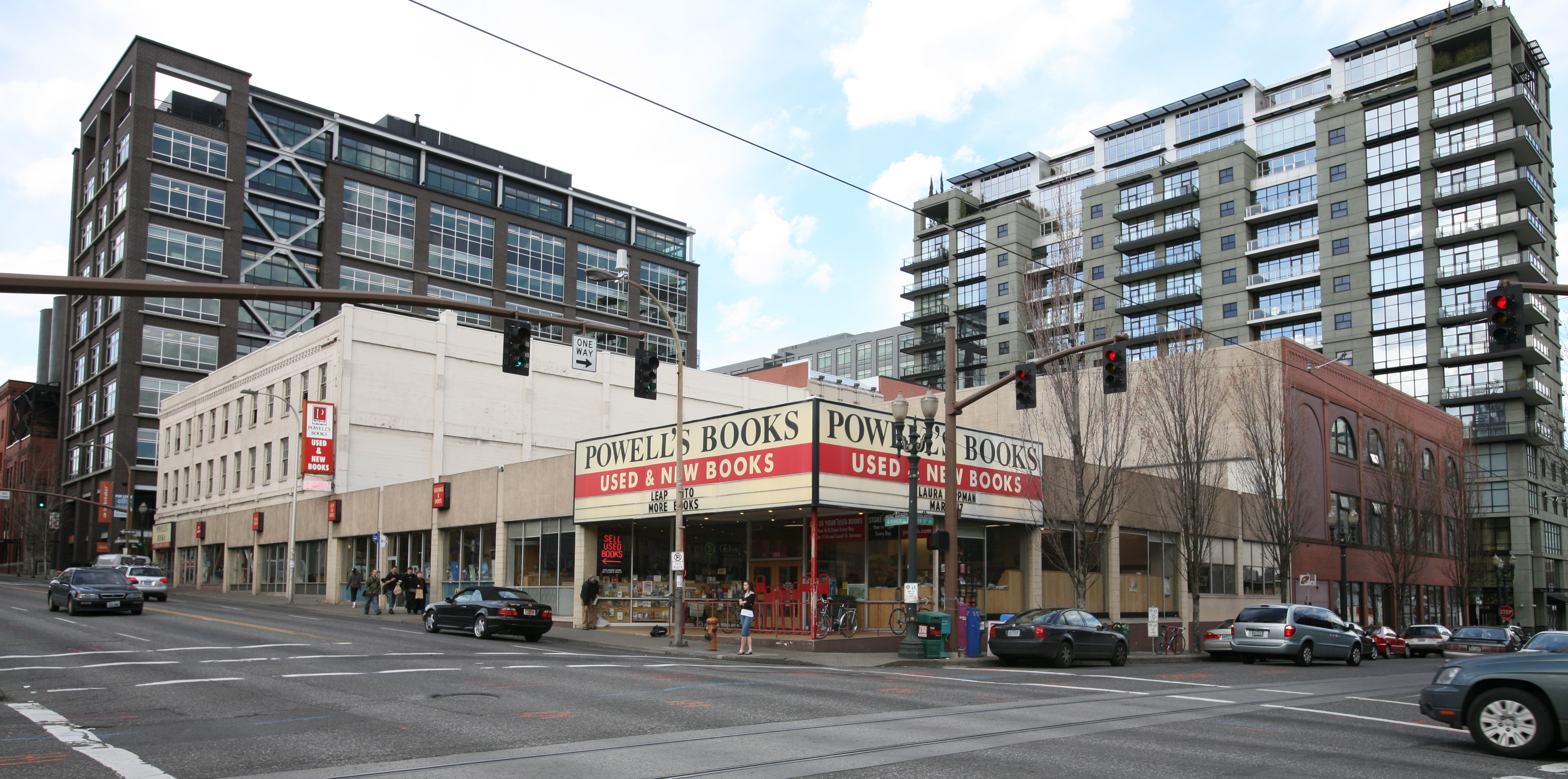
Powell's Books.

Powell's Books est une chaîne de librairies réparties dans la ville de Portland et sa banlieue, dans l'État de l'Oregon, aux États-Unis. Fondée en 1971 par Walter Powell, puis reprise par son fils Michael Powell, elle est aujourd'hui dirigée par sa petite-fille Emily Powell. 
Près de cinq cent cinquante employés sont répartis sur les cinq librairies Powell's de Portland et ses environs. Cinq cents auteurs sont invités chaque année, des ateliers d'écriture, des démonstrations de jeux et des clubs de lecture constituent le programme d'évènements culturels.
Avec plus de deux millions de titres, sa librairie principale, la Powell's City of Books, revendique être la plus grande librairie indépendante de neuf et d'occasion du monde. 